# 自利性偏差
自利性偏差是一种心理学现象，即人们通常将自己的成功归因于自己的人格特質，而将自己的失败归因于环境影响，而經自己當下受各自的選擇性的極限和預設、需求而影響的價值觀與理解和判斷而出的「主觀上一時相同的」目標來对他人歸因成敗则正好相反。於多數人导致这种现象的原因不明，但有一說法是由於跟認知失調相關的確認偏誤、保持主觀的自信或維護自身的自尊及於社會中的形象之「自利」；另一說法是因为人们通常對自身之主觀、偏頗、扭曲、自以為的了解「大於」對环境與跟自身較相關的事物之主觀、偏頗、扭曲、自以為的了解，而於他人則易是「小於」，或是皆有可得性偏差，而於自己與他人之間有歸因的相反，但這解釋不了為何會於成敗的歸因亦是相反。

## 另見
- 傲慢
- 自大狂
- 自戀
- 虚荣
- 鄧寧-克魯格效應
- 骄傲